# ПК-А
ПК-А — белорусский коллиматорный прицел для лёгкого стрелкового оружия, разработанный специалистами минского предприятия «БелОМО». По сравнению со штатными прицельными приспособлениями позволяет сократить время на прицеливание более чем в три раза при повышении точности прицеливания более чем в два раза. Устройство оптической системы прицела позволяет его использование в условиях плохой освещённости и ночью в комбинации с прибором ночного видения. Прицел монтируется на стандартное для отечественного оружия крепление «ласточкин хвост» и допускает установку на автоматы семейства АК всех типов, снайперскую винтовку ВСС «Винторез», пистолеты-пулемёты «Бизон-2», пулемёты РПКН, ПКН, ПКМН и др.

## Конструкционные особенности
Устройство прицела включает в себя оптический визир с однократным увеличением на который проецируется прицельный маркер в виде хорошо видимой красной точки. Для предотвращения запотевания оптических элементов внутренняя полость прицела заполнена сухим азотом.

## Технические параметры
Габаритные размеры 150 × 130 × 70 мм
Полная масса прицела 0,46 кг
Кратность увеличения — ×1
Видимый размер прицельного маркера — 1 угловая минута
Число градаций яркости прицельного маркера — 8
Диаметр выходного зрачка 20 мм
Шаг выверки 40 угловых секунд
Время непрерывной работы от одного источника питания не менее 1000 часов
Напряжение питания 3 вольта.
Диапазон рабочих температур от -30 до +50°C